# Gorgasia klausewitzi
Espèce
Gorgasia klausewitzi est une espèce de poisson anguilliforme de la famille des congridés.

## Distribution
Cette espèce marine démersal est endémique des eaux de l'île de La Réunion dans le sud-ouest de l'océan Indien. Elle a été découverte entre 170 et 225 m de profondeur au large du récif corallien de la Saline.

## Description
Elle mesure jusqu'à 751 mm.

## Étymologie
Cette espèce est nommée en l'honneur de Wolfgang Klausewitz.

## Publication originale
- Quéro & Saldanha, 1995 : Poissons Anguilliformes de l'ile de la Réunion (Ocean Indien): description d'une nouvelle espèce. Cybium, vol. 19, n. 1, p. 61-88 (texte intégral).